# Оман на Паралимпийских играх
Оман на Паралимпийских играх впервые приняли участие в 1988 году на летних Играх в Сеуле, и с тех пор участвует на всех летних Играх. На зимних Играх спортсмены Омана участия пока не принимали.
На настоящее время спортсмены Омана завоевали на всех Играх в сумме 1 медаль, из них ни одной золотой.

## Медальный зачёт

### Медали летних Паралимпийских игр
| Игры       | Золото | Серебро | Бронза | Всего | Место |
| ---------- | ------ | ------- | ------ | ----- | ----- |
| 2020 Токио | 0      | 0       | 1      | 1     | 78    |
| Итого      | 0      | 0       | 1      | 1     |       |